# Patriarchální vikariát jeruzalémský
Patriarchální vikariát jeruzalémský je územní část Latinského jeruzalémského patriarchátu, která spravuje město Jeruzalém a palestinské autonomní oblasti ve Svaté zemi.

## Seznam farností jeruzalémského vikariátu

### V Jeruzalémě
- Konkatedrála Nejsvětějšího Jména Ježíšova (Jeruzalém)
- Kostel a klášter Největějšího Spasitele (Jeruzalém)
- východojeruzalémská čtvrt Bejt Chanina: Kostel svatého Jakuba (Bejt Chanina, Jeruzalém)

### V palestinských autonomních oblastech
- Aboud – kostel Panny Marie Sedmibolestné
- Bajt Džalá – kostel Zvěstování
- Beit Sahour – kostel Panny Marie Fatimské
- Betlém – Kostel svaté Kateřiny (Betlém)
- Birzeit – kostel Neposkvrněného Početí Panny Marie
- Dženín – kostel Nejsvětějšího Vykupitele
- Ein 'Arik – kostel Zvěstování
- Gaza – kostel Svaté Rodiny
- Jericho – kostel Dobrého Pastýře
- Jifna – kostel svatého Josefa
- Náblus – kostel Vykupitele u Jákobovy studny
- Rafidia – kostel svatého Justina Mučedníka
- Ramalláh – kostel Svaté Rodiny
- Taybeh – kostel Dobrého Pastýře
- Zababdeh – kostel Navštívení Panny Marie